# Sex Club
Sex Club – drugi album nowodębskiej grupy Kofi, wydany w 2016 roku.
Nagrania zrealizowano w Studio „251” w Komorowie w latach 2015–2016. Realizacja – Dariusz Babiarz. Produkcja – Dariusz Babiarz. Mix – Marcin Walczak. Projekt graficzny – Jacek Lubera.
Do wszystkich utworów muzykę i teksty napisali Dariusz Babiarz i Konrad Magda. Do piosenki „Niebo pełne bzdur” nakręcono teledysk.

## Lista utworów
1. „Sex Club” – 3:23
2. „Hytry plan” – 3:04
3. „Nabuzowany” – 3:34
4. „Niebo pełne bzdur” – 4:29
5. „Mroki” – 2:47
6. „Pioruny jasne” – 4:50
7. „Bejbi idzie młody” – 2:55
8. „Dziewka” – 3:21

## Muzycy
- Dariusz „Daro” Babiarz – śpiew, gitara akustyczna
- Konrad Magda – gitara
- Grzegorz „Getos” Pawelec – gitara basowa
- Dariusz Rębisz – perkusja

oraz gościnnie chór w „Niebo pełne bzdur”
- Dobromiła „Dobi” Cyma
- Eliza Franuszkiewicz
- Emil Trela